# Atlas Cove
Die Atlas Cove ist eine Bucht an der Nordküste der Insel Heard. Sie liegt zwischen der Laurens-Halbinsel und dem Rogers Head.
Der Name der Bucht geht auf US-amerikanische Robbenjäger zurück, welche die Insel Heard seit 1855 ansteuerten. Der Name ist zudem auf Kartenmaterial der britischen Challenger-Expedition (1872–1876) zu finden, welche die Insel 1874 anlief. Namensgeber ist der US-amerikanische Tender Atlas aus New London, Connecticut, der die Insel Heard 1855 zur Robbenjagd angesteuert hatte.